# Bouboule (acteur)
Pour les articles homonymes, voir Bouboule.
Alain Chevestrier, né en 1945, dit Bouboule, est un acteur français actif entre 1974 et 1992.

## Biographie
Ami d'enfance de Coluche, Bouboule demeure par la suite membre de l'entourage de ce dernier, pour qui il travaille en tant que cuisinier, secrétaire ou garde du corps. Il tente lui-même une carrière de comédien et apparaît au cinéma dans divers seconds rôles, essentiellement pendant les années 1970 et les années 1980. Après la mort de Coluche, en 1986, la suite de la    carrière de comédien de Bouboule va être difficile. Il sera pris en mains par l'association de Janalla Jarnach, « La roue tourne », association qui aide les artistes en difficultés, en 1987.

## Filmographie partielle
- 1975 : Il faut vivre dangereusement de Claude Makovski
- 1975 : Le Désir de Jean-François Davy
- 1975 : Pas de problème ! de Georges Lautner
- 1976 : L'Aile ou la Cuisse de Claude Zidi
- 1976 : Un type comme moi ne devrait jamais mourir de Michel Vianey
- 1977 :  Deux cloches dans la neige de Jean-Louis Guillermou
- 1978 : Les Bidasses au pensionnat de Michel Vocoret
- 1978 : Médecins de nuit de Philippe Lefebvre (série télévisée), épisode Jean-François
- 1978 : Sale Rêveur de Jean-Marie Périer
- 1980 : Les Borsalini de Michel Nerval
- 1980 : Inspecteur la Bavure de Claude Zidi: l'élégant.
- 1980 : Les Beaux Dimanches de Richard Martin
- 1981 : Les Bidasses aux grandes manœuvres de  Raphaël Delpard
- 1981 : Prends ta Rolls et va pointer de Richard Balducci
- 1982 : Elle voit des nains partout ! de Jean-Claude Sussfeld
- 1982 : Qu'est-ce qui fait craquer les filles... de Michel Vocoret
- 1982 : Les Diplômés du dernier rang de Christian Gion
- 1982 : Family Rock de José Pinheiro
- 1987 : Poule et Frites de Christian Gion
- 1992 : Maigret (épisode Maigret et les plaisirs de la nuit)